# Пескозанзонеско Нуово (Пескара)
Пескозанзонеско Нуово (итал. Pescosansonesco Nuovo) је насеље у Италији у округу Пескара, региону Абруцо.
Према процени из 2011. у насељу је живело 213 становника. Насеље се налази на надморској висини од 528 м.